# Mitotichthys semistriatus
Mitotichthys semistriatus es una especie de pez de la familia Syngnathidae en el orden de los Syngnathiformes.

## Morfología
Los machos pueden alcanzar 26,8 cm de longitud total.

## Depredadores
Es depredado por Platycephalus laevigatus .

## Reproducción
Es ovovivíparo y el macho transporta los huevos en una bolsa ventral, la cual se encuentra debajo de la cola.

## Hábitat
Es un pez de mar y de clima templado  que vive hasta 3 m de profundidad.

## Distribución geográfica
Se encuentra en Australia:  Victoria y Tasmania.